# JOCX-TV2
『JOCX-TV2』（JOCXティーヴィードゥー）は、フジテレビが1987年10月から1989年9月まで使用していた深夜番組の時間帯の総称である。
JOCX-TV（フジテレビのコールサインに由来）までは英語読みだが、2だけは英語のtwo（トゥー）ではなくフランス語のdeux（ドゥー）と読んだ。
後に『JOCX-TV PLUS+』（JOCXティーヴィープラス）、『MIDNIGHT TV+』（ミッドナイト ティーヴィープラス）、『JOCX-MIDNIGHT』（JOCXミッドナイト）と変更され、1996年に終了した。この項目ではこれら後継枠についても扱う。

## 歴史

### 前史
フジテレビの深夜番組は、鹿内信隆会長時代の1976年（昭和51年）4月に放送を開始した『プロ野球ニュース』が定着した程度で、信隆時代にはバラエティ番組のほとんどがゴールデン（プライムタイム）に集中していた。加えて1970年代は2度のオイルショックにより放送終了時間が繰り上げられるなど、テレビの深夜放送は日本の社会情勢を如実に反映していた。それでも、信隆の長男・鹿内春雄がフジテレビ副社長に就任する1981年（昭和56年）には『らくごin六本木』などの実験的な深夜番組がスタートし、春雄が会長に就任した翌年の1983年（昭和58年）には土曜深夜に『オールナイトフジ』を開始して、週末深夜帯の開拓に成功していた。
フジテレビがさらなる深夜帯の開拓に向けて動き始めたのは1984年（昭和59年）頃で、当時の編成局次長三ツ井康（後に扶桑社会長）が主導するプロジェクトチームにおいて検討が行われ、週休二日制の浸透で週末になった金曜深夜（土曜早朝）についても1986年（昭和61年）4月に開始した『いきなり!フライデーナイト』が定着して成果をあげていた。その後も1986年（昭和61年）の『録画チャンネル4.5』、1987年（昭和62年）春の『ザ・レイトショー』など、深夜への取り組みは徐々に進んでいった。このうち『録画チャンネル4.5』は電通が持ち込んだ企画で、家庭用ビデオテープレコーダーのメーカー複数社（松下電器産業、東芝、日本ビクターなど）が相乗り提供し、演劇や長編映画、落語などを4時間30分にわたって単に見せ続けるという、ビデオ録画を前提とした番組であった。この番組を実現したのは、春雄会長によって1986年（昭和61年）7月に編成局長に抜擢された三ツ井であった。

### JOCX-TV2の開始
1987年（昭和62年）7月、フジテレビの編成部長に就任した重村一（後にニッポン放送会長）は、前年に放送された『録画チャンネル4.5』の成功に触発され、次の改編で24時間放送を本格的に開始することを決めた。同年7月に放送した『FNSの日・FNSスーパースペシャル1億人のテレビ夢列島』が平均視聴率19.8 %と好成績をおさめたことも後押しする形となり、8月25日、フジテレビは制作発表において10月1日からの24時間放送実施を打ち出した。深夜番組の時間帯は第2のフジテレビ「JOCX-TV2」と名付けられた。
フジテレビの社内機構としても編成部内に深夜帯の編成に（予算配分も含め）特化した、若手を中心とした「深夜の編成部」と呼ばれたチームを作って「深夜の編成部長」を選び、視聴率を気にせず各々の好きなものを作るという実験的な試みで、深夜帯だからこそ出来る企画を送り出していった。初代「深夜の編成部長」には総務から編成に異動した30代の石川淳一が就任した。当時、深夜放送は遅くとも午前2時前後で終了し、それ以後は早朝（5、6時台）の放送再開までは放送設備点検のため、停波するか、試験電波のカラーバーを放送していたが、この時間帯を開拓することで、東京放送（TBSテレビ）と並んで、日本の地上テレビ放送初となる終日放送が実現した。この終日放送は、深夜帯に大きなニュースが急に入って来た場合の対策としての意味もあったとされる。この改編において「速報ニュースに対応する」という目的では、深夜以外の午前から夜にかけて『ショットガン』と題するわずか60秒の定時ニュース番組も設けられた。
なお、終夜放送開始当初は、厳密な意味での「24時間放送」ではなかった。これは当時使用していた東京タワーの芝送信所にある送信機が真空管方式のものを使っており、稼働時間が長くなることで劣化してくるため、定期点検の一環で早朝の主に4、5時台の一部時間帯で30分から1時間程度、カラーバーによる試験電波を発射していたことによるもの（特に定期的に真空管の交換などの大規模なメンテナンスでなければ、停波せずにカラーバーを放送していた）。のちに送信機が真空管式からトランジスタ式へ更新され、それを機に完全な24時間放送が行われるようになる。
また、日本の民放テレビ番組では珍しい「ゾーンスポンサー」制度を取り入れた（JOCX-TV2時代の1987年10月からJOCX-TV PLUS+時代の1990年3月まで）。これは深夜枠全体を特定のスポンサーに販売し、各番組内でタイアップ企画を取り入れるというもの。ゾーンスポンサーにはキリンビールがついた。ゾーンスポンサー名の告知及びゾーンスポンサーのCMについては、毎日の同枠開始時にまとめて放送されていた。事実上唯一のゾーンスポンサーとなったキリンビールの場合、毎日の同枠開始時のみに流れる30秒のイメージスポットの最後に「TV2 by KIRIN」とテロップが流れ、それに続き同社の製品であるビールのCMが30秒流れるのみであった。なお、この「ゾーンスポンサー」はあくまで深夜枠全体の提供（いわゆる冠協賛）であり、個別番組には別途通常のスポンサーがついていた。
編成面では、月曜はスポーツ番組、火曜は海外番組、といったように、曜日別に異なるジャンルの番組を配置する方針が採られた。
実験的な内容の番組が数多く開始され、「視聴者を眠らせようとする番組」や「小説を朗読するだけの番組」などといった、深夜だからこそ可能なコンセプトの番組が増えていった。こうした番組の中で鹿内宏明会長時代の1988年（昭和63年）に放送されたドラマ『やっぱり猫が好き』、駆け出しだった頃のウッチャンナンチャンやダウンタウンが登場した『夢で逢えたら』といった番組は、フジテレビの深夜番組ブームの火付け役となった。

### 後続枠の定着と消滅
1989年（平成元年）10月からは『JOCX-TV PLUS+』に名を改め、1年から数年周期でレーベル名称は変更しながら、『MIDNIGHT TV+』、『JOCX-MIDNIGHT』などと続いていった。
その後宏明会長3年目の1990年（平成2年）からは『カノッサの屈辱』が放送され高視聴率を記録。他にも『IQエンジン』『奇妙な出来事』『カルトQ』『TVブックメーカー』『NIGHT HEAD』『たほいや』『シミュレーションズ』などの番組が誕生し、今田耕司、東野幸治らも活躍した。
フジテレビに入社を希望する学生も、作ってみたい番組としてこれらの枠の番組名を挙げる者が多かったという。
しかし1997年のフジテレビお台場移転の前年にあたる1996年に「JOCX MIDNIGHT」が終了し、フジ深夜枠はゴールデン予備軍を中心とした編成に移行していく。

## 歴代レーベルとキャッチコピー
| 期間                   | レーベル          | キャッチコピー                                                             |
| ---------------------- | ----------------- | -------------------------------------------------------------------------- |
| 1987年10月 - 1988年9月 | JOCX-TV2          | 眠らない、眠らせない。（枠開始時の30秒版のみ「毎日、朝まで刺激的」が追加） |
| 1988年10月 - 1989年9月 | JOCX-TV2          | どんばんは、よなかんばって。                                               |
| 1989年10月 - 1990年9月 | JOCX-TV PLUS+     | はっちゃん寝る、夢見た！                                                   |
| 1990年10月 - 1991年9月 | JOCX-TV PLUS+     | ねこにこんばんは。                                                         |
| 1991年10月 - 1992年9月 | JOCX-MIDNIGHT TV+ | GARDEN                                                                     |
| 1992年10月 - 1993年9月 | JOCX-MIDNIGHT TV+ | JUNGLE                                                                     |
| 1993年10月 - 1994年9月 | JOCX MIDNIGHT     | 音樂美學                                                                   |
| 1994年10月 - 1995年9月 | JOCX MIDNIGHT     | STRAY SHEEP                                                                |
| 1995年10月 - 1996年3月 | JOCX MIDNIGHT     | Midnight Restaurant                                                        |

フジテレビの深夜枠では、定期的（当初はおおむね2年周期）にレーベル名が変更されていたが、そのレーベルに対しても定期的に『キャッチコピー』が付けられていた。レーベル枠内の全番組で冒頭に15秒（毎日の枠開始時のみ30秒）のイメージスポットが制作され、同一レーベルであってもキャッチコピーが変更された際にはイメージスポットも更新されていた。1993年10月からは「JOCX MIDNIGHT」というレーベルとなったが、1996年秋改編をもって深夜枠のレーベル自体が廃止され、イメージスポットも終了した。このイメージスポットからは『ストレイシープ』といった人気キャラクターも誕生している。
当時の深夜枠の範疇内にある番組はすべて番組冒頭にゾーンタイトルが挿入されており（「Sound Weather」などの5分番組も含む）、範疇外であった番組にはゾーンタイトルが挿入されていなかった。なお、深夜枠の時間帯に突発対応で臨時ニュースが何度か編成されたが、基本的には放送予定番組の冒頭に「こじ開け対応」として差し込まれたため、臨時ニュースの前にイメージタイトルが入る格好となっていた（放送中の番組内に挿入される場合は異なる）。

### JOCX-TV2
ジェイオーシーエックス ティーヴィードゥー、1987年10月 - 1989年9月
- 眠らない、眠らせない。毎日朝まで刺激的（1987年10月 - 1988年9月、15秒版では「毎日朝まで刺激的」を割愛）
- どんばんは、よなかんばって。（1988年10月 - 1989年9月） - 系列局・テレビ新広島のローカル深夜番組『朝まで夜っテレビ』でもそのまま使用され、CMも本番組のものを番組名だけ改変したものを使用した。

### JOCX-TV PLUS+
ジェイオーシーエックス ティーヴィープラス、1989年10月 - 1991年9月
- はっちゃん寝る、夢見た！（1989年10月 - 1990年9月） - このキャッチコピーを使用していた途中、1990年3月に同枠開始時からゾーンスポンサーを継続していたキリンビールが降板し、ゾーンスポンサー制はこれをもって終了した。
- ねこにこんばんは。（1990年10月 - 1991年9月）

### JOCX-MIDNIGHT TV+
ジェイオーシーエックス ミッドナイト ティーヴィープラス、1991年10月 - 1993年9月
- GARDEN（1991年10月 - 1992年9月） - テロップ上ではGARDEN/TV+やGARDEN TV+、アナウンス上ではGARDEN MIDNIGHT TV+など揺れあり。
- JUNGLE（1992年10月 - 1993年9月）

### JOCX MIDNIGHT
ジェイオーシーエックス ミッドナイト、1993年10月 - 1996年3月
- 音樂美學（1993年10月 - 1994年9月） - 空中にロープで繋がれたグランドピアノがゆっくりと落ちてゆく映像。
- STRAY SHEEP（1994年10月 - 1995年9月）
- Midnight Restaurant（1995年10月 - 1996年3月） - 寝ている美女の所にやってきたライオンが月を食べてしまい、真っ暗になったところに「Midnight Restaurant」のネオンが点灯する（アンリ・ルソーの「眠るジプシー女」が元）。

## 主な番組
制作協力の大半は共同テレビ、日本テレワークである。
※番組名の後に★印が付いた番組は厳密には「JOCX-TV2」など深夜ゾーン枠外の番組。

### 1987年
- TV2教育
NHK教育テレビ風の教育番組。「HOWTO東京人」、「HOWTOPOOL」、「HOWTO接待」など。
- TV2実験
同じく教育テレビ風の番組。さまざまな実験を一見真面目に見せていく。
- 読切美人
女性タレントが本を朗読する番組。前半はベストセラー小説、後半はアダルト小説を読む。
- レモンエンジェル
アイドルグループ「レモンエンジェル」を主役にしたライトアダルトアニメ番組。
- SEOUL SOUL
韓国MBC制作の韓国情報番組『土曜日、土曜日は楽しい（토요일 토요일은 즐거워）』を30分に再編集した番組。司会は韓国人女優イ・ヘスク（李恵淑）。全編韓国語・日本語字幕。
- 録影館
ラジオのDJスタイルを取り入れたビデオ紹介番組。司会はニッポン放送の上柳昌彦アナウンサーとフジテレビの中井美穂アナウンサー（いずれも当時）。
- AM3:00の恐怖
映像をイラスト及びテロップのみで構成したラジオ風「ショートホラードラマ」。
- FM-TV
ラジオ番組のテイストやエッセンスをまるごと取り込むという触れ込みの実験バラエティ。
- SKOAL 青春劇場
昭和30年代から40年代の子供向けテレビ映画や海外ドラマなどを再編集・再放送していた番組で、サンスターの一社提供枠。当時の営業的には珍しい提供企業名ではなく、提供企業の「ブランド」を冠した番組だった。また本編放送前の「Club25」と題したミニコーナーは、番組提供スポンサーであるサンスターの口臭防止剤「SKOAL（スコール）」の当時放送されていたCMの演出に合わせて、-25度の冷凍倉庫内に造ったスタジオセットで収録していた。
- Sound Weather
ミュージック・ビデオに合わせて関東地方と静岡県伊豆地方のあす（厳密には当日）の天気予報をテロップにて伝える。

### 1988年
- AUTO倶楽部
古舘伊知郎司会の自動車バラエティ番組。
- 音楽の巨匠たち
毎回一人の音楽家の人生を紹介していく番組。後に『音楽の巨匠たち2』になる。
- NY者
タイトルの読み方は「ニューヨーカー」。毎回違うタレントがニューヨークを旅し、リポートするドキュメンタリー番組。後に『新NY者』になる。
- やっぱり猫が好き
シチュエーション・コメディ・ドラマ、後にゴールデンタイムへ移動。
- マーケティング天国
城ヶ崎祐子（当時フジテレビアナウンサー）がキャスターとして様々なランキングを紹介。またゲストを交えて様々なマーケティング戦略を紹介・批評する番組。最新のデータを提供するため、放送当日の午後に収録して撮って出し形式で放送された。後番組である『カノッサの屈辱』の源流となった。
- 夢で逢えたら
ダウンタウン、ウッチャンナンチャンがブレイクするきっかけとなったコント中心のお笑い番組、後に土曜23時台へ移動。
- 眠くなるテレビ
女性アイドルが週替わりで出演。タイトルは自虐的で内容のつまらなさから「眠くなる」と謳っている。
- TV2教養 ゲーム名人戦
カードゲーム、ボードゲームなどの様々なゲームを紹介、実際にプレーする番組。
- SPORTHING NOW
スポーツの名珍場面をバラエティの味付けで紹介する番組。
- サタデーナイトライブ
外国の素人お笑い番組をテロップ無しでそのまま放送する番組。
- 流行深夜通信
毎回新しいトレンド情報を伝える番組。
- 電珍宝
ビデオソフト情報を中心に紹介するビデオ情報番組。『録映館』の後継番組。
- The Debate
与えられたテーマについて、じゃんけんで肯定派・否定派に分かれてディベートを行う番組。

### 1989年
- IQエンジン
第三舞台出演によるドラマ仕立てのクイズ番組。
- ドラマREMIX
紹介するビデオの一部に番組用に新たに撮影したショートドラマを挿入しながら、ビデオの名場面を見せていくという半ドラマ仕立てのビデオ紹介番組。
- 丹波倶楽部
丹波哲郎と丹波道場の面々がスタジオに集まり、一般視聴者からの人生相談を受ける番組。
- 男と女の輸入物
海外で放送された様々なテレビ番組を日本の視聴者に紹介する。
- MADE IN スポーツ
様々なスポーツから派生するゲームなどを楽しく見せるスポーツバラエティ。
- チキチキバンバン★
素人参加型の海外旅行を賭けたオリエンテーリングゲーム番組。丸井提供。
- 奇妙な出来事
日常に潜む恐怖を描くオムニバスドラマ。後に『世にも奇妙な物語』としてゴールデンに移動。
- 東京ストーリーズ
恋愛物をテーマにした一話完結のオムニバスドラマ。
- ボクらの気分
東京の街中をステディカムで撮影したVTRを見ながら出演者でトークを繰り広げる。
- クリニックス
毎回、2つの現代病の症例や治療法をあくまで真面目に紹介する。
- TV2講義
毎回、各界の講師による講義を放送する番組。
- VIDEOレイダース
斉木しげる司会のビデオ情報番組。
- 第8法廷
実際の民事事件を脚色し、簡略した形で「模擬裁判」を行う。
- F1ポールポジション
F1に関する専門情報番組。
- ものまねくらぶ
コロッケなどが出演するモノマネ番組。ものまね四天王はここから誕生した。
- 週刊切り絵小説 村は七色
きたろうと松坂季実子の語りと切り絵のみの「官能小説紹介番組」第1部。
- ヒットスタジオINT'L
『夜のヒットスタジオ』の派生番組。衛星中継でヨーロッパを中心に世界18か国同時生放送された海外版『夜ヒット』。
- ヒットスタジオR&N
『夜のヒットスタジオ』の派生番組。若者向けのアーティストを出演させた。
- ヒットスタジオコンプレックス
『ヒットスタジオR&N』、『INT'L』の2つを1枠に統合した番組。
- ものまね珍坊
『ものまねくらぶ』の続編番組。

### 1990年
- カノッサの屈辱
1980年代のサブカルチャーを歴史に置き換えて解説。
- 子供、ほしいね
『やっぱり猫が好き』に続くシチュエーション・コメディ・ドラマ。工藤夕貴と大高洋夫主演。脚本担当の三谷幸喜もまれに出演。
- 千夜アジア物語
毎回様々なアジア諸国を旅する番組。『NY者』のアジア版。
- 東京者
東京に住む外国人を追ったノンフィクション番組。タイトルバックでは笠智衆が出演。
- ビデオの王様
架空のレンタルビデオ店を舞台に「コントドラマ」仕立てでビデオや関連情報を紹介する番組。のちに『ビデオの女王様』『ビデオの女王様II』と続くシリーズになる。
- アインシュタイン
純粋な科学番組。当時ではまだ珍しいCGを使用していた。
- 19XX
毎回とある年代をテーマに当時の世相・出来事、そして流行歌を紹介する。
- TV PLUS PRESS
古舘伊知郎が放送前週に起こったニュースの中から9項目を取り上げ解説する。
- Dance!Dance!Dance!
ダウンタウンによるダンス・音楽情報バラエティ。ダウンタウン降板後は、大沢樹生とヒロコ・グレースがMCを務める。プロデューサーは佐藤義和。
- 高田・大倉の深夜NIヨイショ
高田文夫・大倉利晴がゲストをヨイショしまくるトーク番組
- いとしのファブリオ
きたろうと松坂季実子の語りと人形劇のみの「官能小説紹介番組」第2部。
- 曼陀羅図鑑
きたろうと松坂季実子の語りと写真のみの「官能小説紹介番組」第3部。
- でたらめ天使
つみきみほ、髙嶋政宏、ラッキィ池田、五十嵐薫子、南流石、劇団健康、ザ・ニュースペーパー、U2ROCKETが出演のオムニバスコント番組。
- TV PLUS 実験室
日常の不思議や法則を実際に実験することによって科学する番組。
- BEAT UK
イギリスのヴァージン・メガストアーズにおけるシングルチャートトップ20を主に、ニューリリースやチャートブレイク、ライブ、特集、情報、各国のアルバムチャートトップ5などの内容を紹介。
- 送りオオカミしちゃうぞ
終電を逃した人々が、森脇健児、山田雅人の乗る「送りオオカミ号」の車内で様々な企画をクリアしつつ自宅を目指す番組。
- いまごろテレビ見てるやつ
音楽トークバラエティ番組。毎回番組冒頭に天本英世の語りが入る。

### 1991年
- 北野ファンクラブ
ビートたけし、高田文夫、たけし軍団を中心としたトーク、コント番組。
- TVブックメーカー
毎週とあるイベントの結果を予想するクイズ番組。
- 欽ちゃん走るッ!
萩本欽一と欽ちゃんファミリー出演のコント番組。
- 地理B
毎週とある国をテーマにその国についてのデータを紹介する。
- ヤマタノオロチ
フジテレビのアナウンサーや社員がくだらないニュースを生放送で紹介する。
- ROCK SHOW
かとうれいこ司会。日本のロック・ニューミュージックアーティスト4組が出演してライブを展開。『オールナイトフジ』のスタジオライブ部分を発展的に独立させたもの。
- 1or8
B21スペシャルメインのチャレンジ企画、ドラマ風コント、ミニ企画寄せ集めのバラエティ番組。
- B☆QTV
B21スペシャル中心のバラエティ番組。『1or8』のリニューアル版。
- 哲学の傲慢
哲学や身近な事柄を面白おかしく様々な切り口から考察する番組。
- カルトQ
毎回ジャンルを決めそれに関するカルト問題を出題するクイズ番組。後に日曜22時台に移動。
- アメリカの夜
映画の様々な技法を宝田明が毎回紹介していく。
- BANANA CHIPS LOVE
全編ニューヨークロケの深夜ドラマ。
- Butlerの受難
田中広子演じる退屈なお嬢様に執事が海外の番組やCMのビデオを見せて行く番組。
- 欧州旅籠通信簿
海外の一流ホテルを紹介し、それを採点していく番組。
- アジア台風ショー
大木凡人とルビー・モレノが司会。シンガポール国営放送からも放送したクイズ・バラエティ番組。
- 全日本ガイジン選手権
外国人による外国人バラエティ番組。『アジア台風ショー』の後番組。
- 笑いの仮払い
130R、田口トモロヲ、片桐はいりらの出演によるコント番組。
- 五コマくん
四コマ漫画の続きを様々な劇団員がコント仕立てで演じる番組。
- LOVE
毎回ゲストの俳優がラブレターを朗読していく番組。
- プールでフレンチ★
プールサイドで水着姿の女性たちがフランス語を学ぶ番組。深夜帯ではなく、毎週日曜日の早朝5:00-5:30に放送されていた。実際のゴルフ場でレオタード姿の女性タレント3人がゴルフレッスンを受ける『MISSショットクラブ』、『MISSショットクラブ2』の後番組であり、女性モデルやタレントが「異空間で何かを学ぶ」というシリーズ作のひとつでもある。デビュー間もない細川ふみえや新保映子等が出演
- KIWI
毎回ワンカット映像と共に様々な洋楽を紹介する映像系ラジオ番組。当時公開された映画『波の数だけ抱きしめて』（フジテレビ他製作）の事前宣伝も兼ねて制作された。
- 私の青い空
世間に知られていない人々の半生を語ってもらう番組。

### 1992年
- 悪いこと
人間の内面に潜む悪いことを描いたオムニバスドラマ。
- そっとテロリスト
数本の短いVTRを用意し、ゲストに選ばせ見せてその反応を見るという「オムニバスバラエティ」。出演は岸田今日子と金田明夫。
- JOCX-PARK ドキドキしちゃう
『ヤマタノオロチ2』終了後に復活した土曜深夜の生バラエティ。バブルガム・ブラザーズと奥山佳恵が司会を務めた。『そっとテロリスト』の後番組でもある。
- 英会話体操 ZUIIKIN'ENGLISH（英語版）★
英文を繰り返しながら体操をするシュールな早朝番組。深夜帯ではなく毎週火曜日の早朝5:30 - 6:00に放送されていた。しかし、後に海外を中心に有名になったことで便宜上「深夜番組」と同等の扱いをされている。
- NIGHT HEAD
超能力を持つ兄弟（豊川悦司、武田真治）に巻き起こる出来事を描いた連続ドラマ。本作を基に原作者の飯田譲治自身の脚本によるテレビアニメ『NIGHT HEAD GENESIS』（BS日テレ、2006年）、『NIGHT HEAD 2041』（フジテレビ、2021年）が制作された。
- La cuisine
食にまつわる人間模様を描いた一話完結のオムニバスドラマ。
- 征服王
いわゆる人間将棋番組。大掛かりなセットが特徴的。
- 新しい波
若手芸人発掘番組。『とぶくすり』から『めちゃ×2イケてるッ!』、後には『はねるのトびら』などの番組群を生み出すきっかけとなった。
- 宣誓
現代芸術を取り上げ、それが芸術品であるかないかを刑事裁判の形式で弁論していく番組。
- 逃げなきゃキンブル
羽野晶紀ら2人の逃亡者が行く先々のスタジオをジャックし、ビデオを紹介する番組。
- たまにはキンゴロー
高田文夫率いる松村邦洋らの関東高田組の若手芸人たちが中心のお笑い番組。
- 夜鳴き弁天
『たまにはキンゴロー』のリニューアル版。福井謙二と浅草キッドが進行役。
- BLAST!MAN
闘技場のセットを舞台にしたスポーツ系ゲームバトル番組。
- アルファベット2/3
奥田民生などが出演していたドラマ。『BANANA CHIPS LOVE』の流れを汲んでいる。
- 映画ガイジンK
最新映画の名場面を使って英会話を学習する番組。司会はケント・フリック。
- マンデースポーツ
ゴールデンタイムでは扱われない様々なスポーツイベントを紹介する番組。
- SPO-COM
その週の末に行われるスポーツイベントを取り上げ、過去のデータを分析して結果を予測する番組。
- フォーチュンテリング
30分間あらゆる占いを使って各運勢を紹介していく番組。
- オフレコ
一週間の間に起きた時事ネタについてある事ない事トークする、シチュエーションドラマ形式の番組。
- 皆殺しの數學
ためになるマニア向けの数学問題を数学博士の秋山仁が詳しく解説していく番組。
- the American Guitars
毎回アメリカのギターメーカーを取り扱い、工場やギタリストのインタビューを交え掘り下げてゆく番組。
- 5年後
5年後の世界にいる牧原俊幸（当時フジテレビアナウンサー）が過去5年間を様々な切り口で振り返るという設定で、勝手に未来を予想する番組。
- バンピィな男たち
毎回決められたテーマに従って様々なタイプの男性の肉体美をアート感覚で見せていく番組。
- 秘密の花園
B21スペシャルの公開収録バラエティ。『1or8』『B☆QTV』の後継番組。
- ロ
雑談の音声をバックに、片仮名の「ロ」を画面に大映しするだけの10分〈5分〉番組。
- スーパーヅガン
片山まさゆき原作の同名麻雀漫画のアニメ化。
- アジアバグース!
視聴者参加型歌手オーディション番組。日本をはじめアジア7つの国と地域で放送された。

### 1993年
- とぶくすり
『めちゃ×2モテたいッ!』の前身。
- たほいや
広辞苑を使用した知的ゲーム番組。
- 落語のピン
立川談志メインの本格的な落語番組。
- ピロピロ
松村邦洋と浅草キッドが中心の子供番組風バラエティ番組。
- 青春もの
有名童話の教訓をテーマにした高校生ドラマ。
- デタカルチョ
データ分析によりJリーグの勝敗を予想する番組。
- 音効さん
音響効果スタッフにスポットを当て映像に本来とは違う音をつける。
- 古代エジプトパズル★
主演者は一切無しの難易度の高いクイズ番組。
- じゃぱん★
つきざわけんじ演出、井戸清ヴィジュアルクリエイターによる日本の自然の情景を映像効果で合成しBGMにのせてフィラー風に放送する30分番組。毎回終盤には各スタッフの名刺が画面に載り、エンディング曲としてダウン・タウン・ブギウギ・バンドの「恋のかけら」が使用されていた。。
- 音楽の正体
誰にも語られる事の無かった音楽を解説する番組。
- 寺内ヘンドリックス
ギターという楽器を題材にちょっぴりおバカな企画やまじめな企画を行う音楽番組。
- A･S･O･C･O
お見合い企画、クイズ、アダルト産業ドキュメンタリー、セクシーな英会話講座やシュールで実験的な企画など、多種多様なコーナーで構成されたバラエティ番組。各コーナーは分断されており、全体を貫く要素は全くないが、一週間のニュース、ドラマダイジェスト、AV女優の野球拳を分散配置して、最低限の一体感を確保していた。放送枠としては『JOCX-PARK ドキドキしちゃう』の後番組となる。出演者は清水圭、松野大介、笑福亭笑瓶、マイケル富岡、みうらじゅん、きたろう、八木亜希子他。最終回のみスタジオ進行を行った。ドラマダイジェストは、いわば倍速視聴の先駆けであり、後継『殿様のフェロモン』に引き継がれている。
- 殿様のフェロモン
中山秀征、常盤貴子、今田耕司他。生放送バラエティ。
- Trap-TV
ハイレベルな謎解きを要求されるミステリ番組。
- MAESTRO
西村雅彦扮する指揮者を中心に毎回ひとりの作曲家の作品をドラマ仕立てで紹介する。

### 1994年
- とぶくすりZ
『とぶくすり』の続編。
- 完全人体張本
人体にまつわるバラエティ番組。
- 文學ト云フ事
毎回1つの小説作品を取り上げその作品の予告編を放送する番組。
- シチリアの龍舌蘭
CGを多用した近未来SFドラマ。
- SWITCH
バラエティー番組と音楽番組を隔週交互に放送する番組。「MUSIC」編は藤原紀香が司会をしていた。
- オールナイトフジ・リターンズ
『オールナイトフジ』のリバイバル版。
- よい国
仮想の国「よい国」の国王（ショパン猪狩）と家庭教師（緒川たまき）が他国の法律を元に自国の法律を制定していく番組。
- 快楽妊婦
様々な夫婦の妊娠から出産までを追ったドキュメンタリー番組。細川ふみえが司会、村上里佳子、松尾紀子らが出演。
- Mars TV
フジテレビの電波を乗っ取った火星のテレビ局の海賊放送という趣向のバラエティ番組。若手芸人のコントとストリップがメイン。
- 東京SEX
SEXを題材とした一話完結ドラマ。
- 天使のU・B・U・G
当時無名の女性アイドルたちによるゲーム企画番組。今田耕司と東野幸治が司会。
- レボリューションNo.8
番組内に仮想の国を作り、視聴者と一緒にその国を育てていくという情報バラエティ番組。MCはモーリー・ロバートソン、千葉麗子[23]。

### 1995年
- ハートにS
見る人の心をあたたかくさせる一話完結物のオムニバスドラマ。
- 湘南リバプール学院
安室奈美恵、MAX等を中心とした青春ドラマ。
- かしこ
ゲストの書いた手紙についてトークする番組。渋谷琴乃らが出演。番組タイトルの題字を書いたのは原由子。
- TK MUSIC CLAMP
小室哲哉→中居正広→華原朋美司会によるトーク中心の音楽番組。
- UN FACTORY カボスケ
ウッチャンナンチャンの進行による、複数の若手芸人による体を張ったロケ企画バラエティ。
- SMAPのがんばりましょう
『SMAP×SMAP』の元となったバラエティ番組。月曜日から金曜日の帯番組。
- 冒冒グラフ
今田耕司、東野幸治、板尾創路によるコント中心の番組。月曜日から金曜日の帯番組。
- ジンガイ記者くらぶ
日本人に近い外国人が日本の文化や習慣について話し合う番組。

### 1996年
- 3番テーブルの客 ※この番組自体はJOCX-TV2終了後に放送されているが、便宜上掲載する。
三谷幸喜の書き下ろした1つの脚本を毎回違うスタッフ、キャストで制作するドラマ。
- 巡査 今泉慎太郎
『古畑任三郎』本編が放送された直後に放送された短編ドラマ。本編と多少関連性がある。

## 主な特別番組
JOCX-TV2などの深夜枠では時折、様々な斬新な企画の特番を放送した。中には人気を博し定期的に放送された物もある。
- インタビューズ（一般人1000人にインタビューする番組。1993年1月15日にはゴールデンで放送）
  - 第1回「どこに住みたいですか?」
  - 第2回「どんな仕事がしたいですか?」
  - 第3回「どんな恋がしたいですか?」
  - 第4回「月いくら位、欲しいですか?」
  - 第5回「あなたは神を信じますか?」
  - 第6回「今、一番欲しい物は何ですか?」
  - 第7回「好きな言葉は何ですか?」
  - 第8回「人生最後の食事は何がいいですか?」（1988年12月15日放送）
  - 第9回「総集編」（1989年1月12日放送）
  - 第10回「あなたが昭和で一番楽しかったことは何ですか?」（1989年2月9日放送）
  - 第11回「今のあなたにとって冒険は何ですか?」
  - 第12回「あなたが後世に残したいものは何ですか?」
  - 第13回「子供の頃の夢」
  - 第14回「今まで見た中で、一番好きなテレビの番組は何ですか?」
- 完全一挙公開! 東京モーターショー'87（1987年放送、ナレーションは吉田照美、モータージャーナリストの岡崎宏司）
- ゲームセンターの帝王（1987年10月8日放送）（THE TV2 I, II）（セガの体感ゲーム機の「アフターバーナー」、「スペースハリアー」、「ハングオン」、「アウトラン」、「スーパーハングオン」、「エンデューロレーサー」、「スーパーリーグ」の順番で紹介やプレイ映像などを放送、司会は林家しゅう平）
- 完全走破!日本縦断2002キロ高速道路の旅（1987年10月15日放送）
- テレビ水族館（1987年11月12日放送)
- 不思議なクリスマスイヴ サンタが街にやって来た（1987年12月24日放送）
- 荒俣宏のてれび博物館（1988年2月25日放送）
- ALL THAT 富士山（1988年3月3日放送）
- HOW TO 東京人（1988年3月9日から4週にわたって放送、ナレーターは小宮孝泰）
- 春の楽しい電車 発見!新風景（1988年3月10日放送、案内は鉄道エッセイストの宮脇俊三）
- HOW TO POOL（1988年5月6日から4週にわたって放送）
- 空からMAPシリーズ
  - ぐるっと東京 空からMAP（1988年9月13日放送）
  - ズズーッと沿線 空からMAP2（1989年1月18日放送）
  - しっとり古都 空からMAP3（1989年7月5日放送）
- 完全走破!上野〜札幌寝台特急北斗星の旅（1988年9月20日放送）
- HOW TO 接待（1988年10月11日から4週にわたって放送）
- 笑いの殿堂（1988年 - 1989年まで不定期で放送されていたウッチャンナンチャン、ピンクの電話、爆笑問題などが出演したコント番組）
  - 笑いの殿堂（THE TV2、1988年7月12日放送）
  - 笑いの殿堂2（1988年11月放送）
  - 笑いの殿堂3（1989年1月放送）
  - 笑いの殿堂4（1989年4月放送）
  - 笑いの殿堂5（1989年7月放送）
  - 笑いの殿堂6（オールマイTV、1989年10月放送）
- 快感!東京裏ワザ早道ルート
  - 快感!東京裏ワザ早道ルート（1989年5月3日放送）
  - 快感!東京裏ワザ早道ルートII（1989年8月9日放送）
  - 快感!東京裏ワザ早道ルートIII（1989年11月15日放送）
- なんだかなぁ深夜の祭典スペシャル（1990年4月放送） - 放送当日数時間前に放送されたなるほどザ春の祭典スペシャルから問題とセットを流用し、「オールナイトフジ」「冗談画報」「さんまのまんま」「ものまね珍坊」「出たMONO勝負」など人気番組から「子供、ほしいね」「いとしのファブリオ」「深夜NIヨイショ」など春から始まる深夜番組の出演者を解答者に招いて明石家さんまと楠田枝里子が司会の2時間特別番組。
- 世界で一番くだらない番組（1990年 - 1994年放送。2001年にも新作が制作された）
- 定番アワー（1990年頃放送。全6回。ビシバシステムなど出演。IVSテレビ制作。）
- 46億年の100大ニュース（1991年5月2日放送） - 古舘伊知郎司会の5時間特番。
- 深夜は踊る JOCX-TV+ GARDEN MANUAL（1991年10月9日、10日、11日に3夜連続放送。この時点までの同局深夜番組を延べ6時間に亘り振り返った）
- 444の恐怖（1992年3月31日放送）
- 上品ドライバー（3、5、7はニセの予告編として制作されたのみ）
  - 上品ドライバー「車間コミュニケーション」（1992年9月2日放送）
  - 上品ドライバー2「渋滞」（1993年4月1日放送）
  - 上品ドライバー4「駐車」（1994年10月6日放送）
  - 踊る大上品ドライバー6「ナビゲーション」（1996年1月6日放送）
  - 上品ドライバー8「教習所」（1996年9月27日放送）
  - 上品ドライバー9「世田谷経堂迷路」（1998年3月27日放送）※番組枠終了後の放送
- 公開処刑ショー（1994年10月9日放送） - 「インタラクティブドラマ」と称する、バラエティショー風ドラマ。リアリティ番組風のスタジオで、オーバーアクションの司会者（吉田朝）が処刑対象者（二階堂智、薬師寺容子など）の悪行を再現ドラマで紹介し、テレゴングで処刑するかどうかを視聴者に投票させる。処刑賛成票が反対票を上回った場合、対象者は絞首刑にされる。悪行は、信者を騙して殺害するカルト宗教「還海会」（かんかいえ）と、寝たきりの老人を共謀して殺害した3人の女子高生の2ケースが公開され、両方とも絞首刑となった。最後に司会の吉田が、一時の感情や限られた情報で処刑という重い選択をすることの危険性を訴えて締めた。

## 関連番組
当時の深夜枠の直前となる10分間に丸井一社提供のミニ番組（丸井サウンドロフトなど）が放送されていたが、この「丸井一社提供番組群」は厳密にはこれらの枠の範疇には含まれない（理由として、番組自体は深夜枠設定よりも数年前から開始されていること、一社提供で短時間枠であること、テレビ静岡で同時ネットしていることなどが考えられる）ものの、フジテレビが過去の編成を回顧する際（一例として、1991年10月9日、10日、11日に3夜連続放送された特別番組「深夜は踊る JOCX-TV+ GARDEN MANUAL」）に「丸井一社提供番組群」もその範疇に含めることが多い（当稿においても一部の「丸井一社提供番組群」をこれらの枠の範疇において記載している）。
同様のケースは数例あり、金曜深夜枠で2009年（平成11年）9月まで（同枠で）放送されていた『さんまのまんま』（関西テレビ制作）もフジテレビはこれらの枠の範疇に含めることがあるが、「丸井一社提供番組群」同様に厳密にはこれらの枠の範疇外の番組である。また、1992年（平成4年）に放送された「英会話体操ZUIIKIN'ENGLISH」も、毎週火曜日の放送開始直後から放送の「早朝番組」であったにもかかわらず、後にフジテレビCSで再放送された「フジテレビ深夜番組群」のラインナップに含まれるなど、これらの枠の範疇内という解釈がなされることがある。
一時期、番組のストックや放送時間の都合により、未明の3、4時台にフィラー「JOCX-TVフィラー」としてビデオクリップ（音楽のプロモーションビデオテープ）が放送された。

## フジテレビ深夜黄金伝説
上記番組の一部は、2001年及び2007年にフジテレビ721・739（現・フジテレビONE、TWO）の『フジテレビ深夜黄金伝説』（フジテレビしんやおうごんでんせつ）および『フジテレビ深夜番組プレイバック』（フジテレビしんやばんぐみプレイバック）枠内で再放送されていた。